# Warramaba
Genre

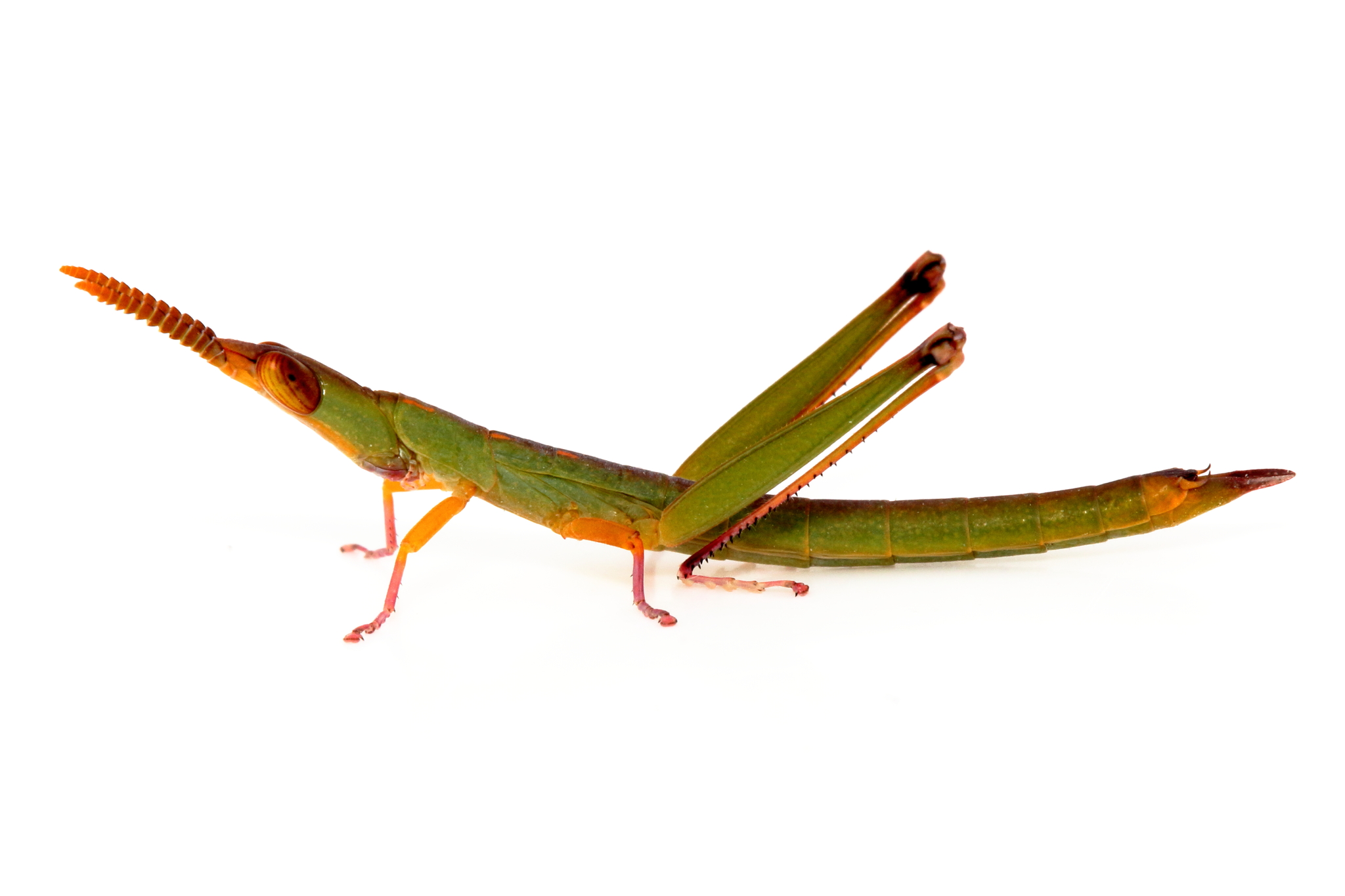
Warramaba flavolineata

Warramaba est un genre de criquets, des insectes orthoptères de la famille des Morabidés.

## Liste d'espèces
Selon  Species File (2 mars 2023) :
- Warramaba flavolineata (Kearney, 2018)
- Warramaba grandis (Kearney, 2018)
- Warramaba ngadju (Kearney, 2018)
- Warramaba picta (Key, 1976) - espèce type
- Warramaba virgo (Key, 1963)
- Warramaba whitei (Kearney, 2018)

Deux espèces sont asexuées, Warramaba  ngadju et Warramaba  virgo. Elles proviennent toutes deux d'une hybridation naturelle de Warramaba  flavolineata et Warramaba  whitei.

## Systématique
Le nom valide complet (avec auteur) de ce taxon est Warramaba Key, 1976.